# Thomas Haug

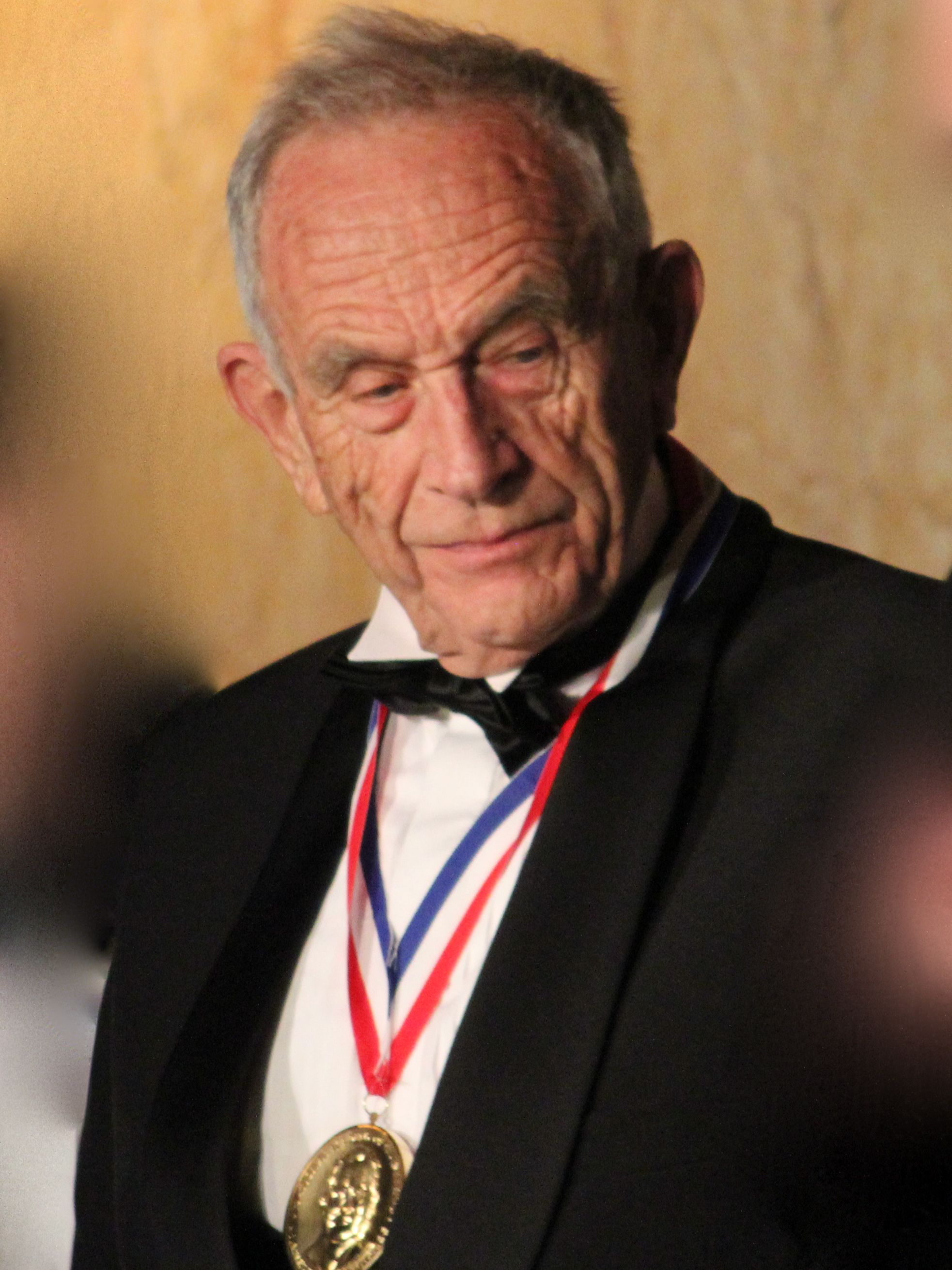
Thomas Haug im Februar 2013

Thomas Haug (* 26. April 1927 in Bærum, Norwegen; †  9. Dezember 2023) war ein norwegischer Ingenieur und Pionier der digitalen Mobilfunk-Technik. Er war wesentlich an der Entwicklung und Spezifizierung von GSM beteiligt.

## Leben
Haug studierte 1950 bis 1953 Elektrotechnik an der Norwegischen Technische Hochschule in Trondheim. Später (1973) erhielt er noch ein Lizenziat als Ingenieur an der Königlich Technischen Hochschule in Stockholm. 1954 bis 1957 war er bei Ericsson in Stockholm, wo er an Impulstechnik und Mikrowellenverbindungen arbeitete und 1957 bis 1960 bei der Westinghouse Electric Corporation, wo er Radargeräte entwickelte. 1960 bis 1966 war er bei der Facit Corporation in Stockholm, wo er an Computerperipherie-Geräten wie Druckern und Lochkartenstanzern arbeitete und an magnetischen Kernspeichern, und von 1966 bis zu seinem Ruhestand 1992 arbeitete er für die schwedische Telekom (PTS) in Stockholm, bei der er die Leitung für die Entwicklung des Nordic Mobile Telephone System (Nordisk Mobiltelefoni, NMT) hatte und 1970 bis 1978 Sekretär von dessen Komitee war und 1978 bis 1982 Vorsitzender des NTM Ausschusses. NMT wurde auf Basis der zuvor entwickelten Systeme MTA, MTB und MTD entwickelt und 1981 in Schweden eröffnet. Danach war er an der Entwicklung des europäischen GSM Systems beteiligt und war 1982 bis 1992 Vorsitzender des CEPT/GSM Komitees. Nach seinem Ruhestand war er als Berater tätig.
2013 erhielt er mit anderen Mobilfunk-Pionieren wie Joel S. Engel und Richard H. Frenkiel den Charles-Stark-Draper-Preis. 1997 erhielt er mit Jan Uddenfeldt und Heikki Huttunen den Technologie-Preis der Eduard-Rhein-Stiftung, 1987 die Goldmedaille der schwedischen Akademie für Ingenieurwissenschaften und 1993 die Philipp-Reis-Plakette.